# Zou
Zou este un serial de animație pentru preșcolari și școlari produs de Cyber Group Studios în 2012. În România, a debutat pe 2 decembrie 2012, pe canalul Disney Junior.

## Episoade
1. Zou pleacă de acasă
2. Zou alpinistul
3. Zou face camping
4. Sperietoarea lui Zou
5. Toba lui Zou
6. Zou bucătarul
7. Regele Zou
8. Ferma de bunici al lui Zou
9. Bicicleta lui Zou
10. Poștașul lui Zou
11. Vânătoarea de Halloween
12. Detectivul lui Zou
13. Zou și doctorul
14. Inelul de dentiție al lui Zou
15. Floarea soarelui Goldie
16. Zou se înalță
17. Zou și camera
18. Felicitarea de dragoste
19. Super Zou
20. Dansul lui Zou
21. Misiunea lui Zou pe Marte
22. Cotidianul Zou
23. Găleata lui Zou
24. Plăcinta cu cireșe al lui Zou
25. Zou artistul
26. O zi ploioasă
27. Curcubeul lui Zou
28. Zou magicianul
29. Zou și iepurașul de Paște
30. Dinozaurul gigant
31. Walkie Talkie-ul lui Zou
32. Partida de fotbal
33. Promisiunea lui Zou
34. Zou și omida
35. Zou și capcana pentru elefanți
36. Zou și chestiile dungate
37. Pantomima lui Zou
38. Clovnul Zou
39. Pirații și zânele
40. Circul lui Zou
41. Vânzarea de vechituri
42. O pereche extradungată
43. Robotul lui Zou
44. Un vânt puternic
45. Coțofana
46. La plimbare
47. Marea cursă
48. Cometa
49. Scuzele lui Zou
50. Zou și pana de curent
51. Acvariul lui Zou
52. Zou își face curaj
53. Tic Toc
54. 
55. Vânătoarea de extratereștrii al lui Zou
56. 
57. 
58. 
59. 
60. 
61. Iglul lui Zou
62. 
63. 
64. 
65. Zou fotbalistul
66. 
67. Zou și crabul hermit
68.